# Jongnic Bontemps
Jongnic Bontemps (* in New York) ist ein US-amerikanischer Komponist und Musiker (Piano).

## Biografie
Jongnic Bontemps wurde als Sohn einer jamaikanischen Mutter und eines haitianischen Vaters in Brooklyn geboren. Der neben der Komposition auch als Pianist tätige Bontemps wurde in Yale und an der University of Southern California ausgebildet.
Er beschäftigt sich oftmals mit der Musik zu afroamerikanischen Themen. So komponierte er die Musik zu den Filmen My Name Is Pauli Murray (2021), Citizen Ashe (2021) oder der Miniserie The People v. The Klan (2021).
Sein bislang größtes Projekt war der Film Transformers: Aufstieg der Bestien, dem siebten Teil der Transformers-Filmreihe.
Zu dem 2023 erschienenen Computerspiel Redfall komponierte Bontemps ebenfalls die Musik.
Sein Schaffen umfasst über 50 Projekte.

## Filmografie (Auswahl)
- 2016: The Land
- 2018: Unite Skates (Dokumentation)
- 2021: Citizen Ashe (Dokumentation)
- 2021: My Name Is Pauli Murray (Dokumentation)
- 2021: The People v. The Klan (Miniserie)
- 2021: Voodoo Macbeth
- 2023: Transformers: Aufstieg der Bestien (Transformers: Rise of the Beasts)
- 2023: The Barber of Little Rock (Dokumentar-Kurzfilm)
- 2023: The Space Race (Dokumentarfilm)
- 2023: Jagged Mind
- 2023: Der Beste der Welt (World’s Best)
- 2025: Give Me Back My Daughter
- 2025: Madea’s Destination Wedding

## Auszeichnungen
2020 erhielt Bontemps zu der Dokumentation United Skates eine Nominierung für den News & Documentary Emmy Award. Für den Dokumentarfilm My Name Is Pauli Murray erhielt er eine Nominierung für den Critics’ Choice Documentary Award.